# Ронто-
Ронто- (международное обозначение: ronto-, сокращённое r) — приставка в Международной системе единиц (СИ), обозначающая умножение основной единицы измерения на 10−27 (одну октиллионную). Принята на XXVII Генеральной конференции по мерам и весам в 2022 году.
Ронто происходит от древнегреческого слова ἐννέα [энне́а] «девять». Буква «r» была выбрана произвольно, поскольку она не использовалась для обозначения других приставок.
Примеры:
- Масса электрона составляет около 0,911 ронтограмма
- Энергия фотона на частоте 1 МГц — 0,66 ронтоджоуля.